# Lesión de nervio
Desde la Segunda Guerra Mundial y siguiendo a Herbert Seddon se acostumbra a clasificar las lesiones del nervio periférico en 3 tipos.

## Clasificación de Seddon

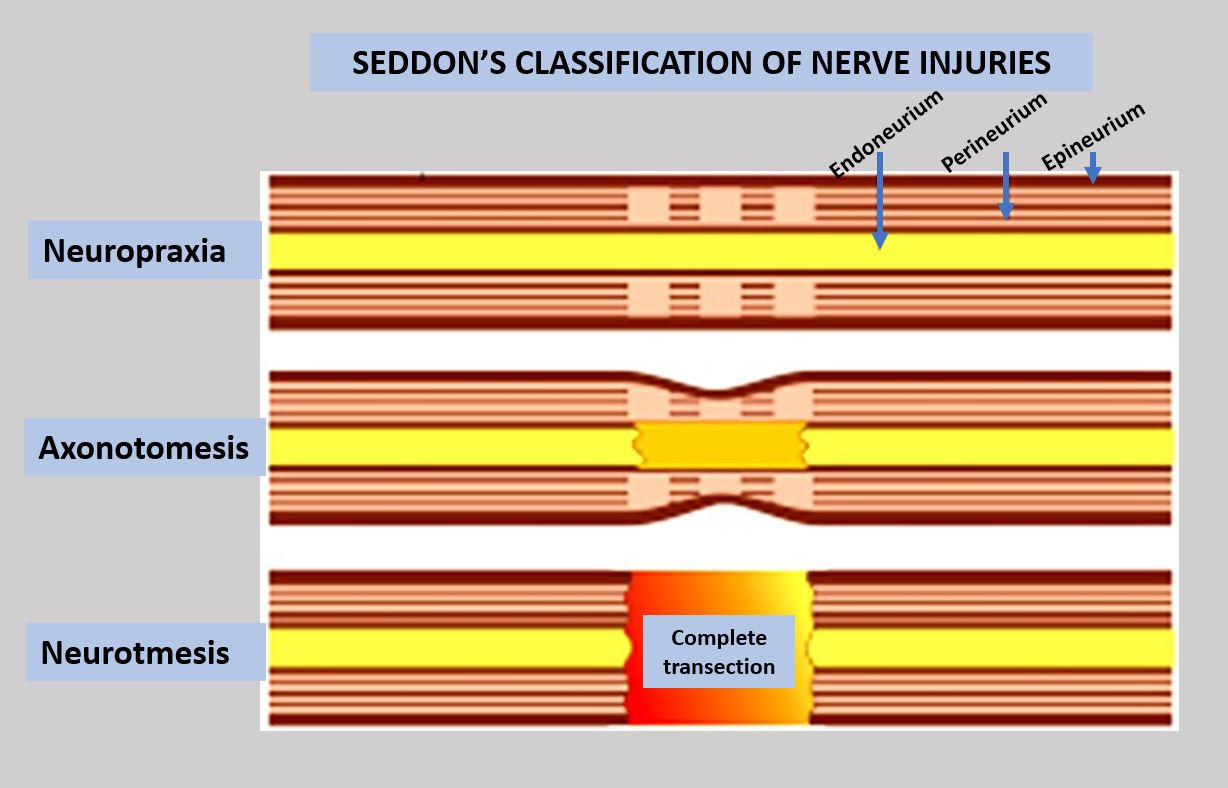

Considerando la gravedad, estos tipos de la clasificación de Seddon son:

### Neuropraxia
También llamada axonopraxia. Es la condición en la cual, como resultado de un accidente politraumático, contusión, compresión o isquemia, se produce falla o pérdida de la conducción nerviosa debida a un corte, sin poderse demostrar daño estructural del nervio. No hay degeneración walleriana. Como única alteración microscópica podría encontrarse fragmentación de la vaina de mielina en relación con la zona traumatizada.

### Axonotmesis
Lesión de nervio del axón distal al sitio de la lesión. Elongación de las fibras. Sin embargo, la regeneración del axón es espontánea y de buena calidad, pues los tubos endoneurales intactos guían las yemaciones axoplasmáticas hacia sus propias conexiones periféricas. Se puede producir por aplastamiento, la tracción y la compresión.

### Neurotmesis
Cualquier lesión del nervio (parcial o completa) con disrupción completa del axón y su vaina de mielina. El daño de los elementos de tejido conectivo consiste en una sección anatómica completa o parcial, o bien en fibrosis intraneural. Aunque, en apariencia, se mantenga la continuidad macroscópica del nervio, no se puede producir regeneración espontánea. La pérdida de la función nerviosa es completa (sensitiva o motriz) y la única posibilidad de recuperación es la intervención quirúrgica.